# ウラジーミル・プーチンとのダイレクト・ライン
ウラジーミル・プーチンとのダイレクト・ライン（Прямая линия с Владимиром Путиным）は、ロシアの放送局により、ロシア連邦大統領・ウラジーミル・ウラジーミロヴィチ・プーチンがチャンネル1 (ロシア)を始め、ロシアのテレビ局のスタジオに登場し、スタジオ参加者及びロシア各地からの中継を交えてロシア国民と直接対話を行うテレビ・ラジオの番組である。

## 概要
本番組は、チャンネル1 (ロシア)により2001年12月24日に初めて放送された。
これ以後、ドミートリー・アナトーリエヴィチ・メドヴェージェフが大統領職を務め、自身は首相を務めていた2008年～2012年も含め、プーチンは16回に亘りこのダイレクト・ラインに登場し、ロシア国民と直接対話を行うのが年に一度の恒例となっている。
番組では電話や電子メール、地方からの生中継、スタジオの観客などから100万を超える質問が寄せられる中、プーチン自らが4時間に及ぶ生放送の中でそれらの質問に答えている。番組の中で国民からの陳情に対して、プーチン自らが問題への対処を約束し、ロシア各州への指示や対応をその場で行うこともしばしばある。
2017年の『ウラジーミル・プーチンとのダイレクト・ライン』の放送の際には、ニコニコ生放送により日本語の同時通訳を用いて日本でもネットライブ中継が行われている。